# Vitalij Petrov
Vitalij Aleksandrovič Petrov (rusko Виталий Александрович Петров), ruski dirkač, * 8. september 1984, Viborg, Rusija.
Petrov je v štirih sezonah v seriji GP2 dosegel štiri zmage in še sedem uvrstitev na stopničke, v svoji zadnji sezoni 2009 je osvojil naslov podprvaka. Nastopaj je tudi v sorodni seriji Azijska GP2, kjer je v dveh sezonah dosegel dve zmagi in še pet uvrstitev na stopničke, v prvi sezoni 2008 pa je osvojil tretje mesto v prvenstvu. Ob koncu januarja 2009 je bilo potrjeno, da je izbran za drugega dirkača moštva Formule 1 Renault, ob Robertu Kubici. Tako je postal prvi ruski dirkač Formule 1.

## Dirkaški rezultati

### Pregled rezultatov
| Sezona  | Serija                               | Moštvo                          | Dirke | Zmage | Pole | Najh. k. | Pod | Toč | Uvr |
| ------- | ------------------------------------ | ------------------------------- | ----- | ----- | ---- | -------- | --- | --- | --- |
| 2001    | Ruski pokal Lada                     | ?                               | ?     | ?     | ?    | ?        | ?   | ?   | ?   |
| 2002    | Ruski pokal Lada                     | SK OOO Favorit                  | 5     | 5     | 5    | 5        | 5   | 500 | 1.  |
| 2002    | Pokal WV Polo                        | ?                               | 1     | 1     | ?    | ?        | 1   | ?   | ?   |
| 2002    | Formula RUS                          | 10 Dujmov                       | 2     | 2     | ?    | ?        | 2   | ?   | ?   |
| 2003    | Zimska britanska Formula Renault 2.0 | Eurotek Motorsport              | ?     | 1     | 0    | 0        | 1   | 44  | 4.  |
| 2003    | Britanska Formula Renault 2000       | Eurotek Motorsport              | 2     | 0     | 0    | 0        | 0   | 23  | 28. |
| 2003    | Italijanska Formula Renault 2000     | Euronova Junior Team            | 12    | 0     | 0    | 0        | 0   | 12  | 19. |
| 2003    | Masters Formule Renault 2000         | Euronova Racing                 | 6     | 0     | 0    | 0        | 0   | 0   | NC  |
| 2003    | Evropska Formula 3000                | Euronova Racing                 | 1     | 0     | 0    | 0        | 0   | 0   | 22. |
| 2004    | Italijanska Formula Renault 2000     | Euronova Junior Team            | 4     | 0     | 0    | 0        | 0   | 2   | 28. |
| 2004    | Evropska Formula Renault 2000        | Euronova Junior Team            | 4     | 0     | 0    | 0        | 0   | 0   | NC  |
| 2004    | Evropska Formula 3000                | Euronova Racing                 | 1     | 0     | 0    | 0        | 0   | 0   | NC  |
| 2004    | Ruska Lada Revolution                | Eleks Poljus                    | 4     | 1     | 4    | ?        | 4   | 43  | 2.  |
| 2005    | Ruska Formula 1600                   | Art Line ProTeam                | 6     | 5     | 1    | ?        | 9   | 85  | 1.  |
| 2005    | Ruska Lada Revolution                | Maxmotor-Uljanovsk              | 14    | 10    | 5    | 6        | 9   | ?   | 1.  |
| 2006    | Evropska Formula 3000                | Euronova                        | 17    | 4     | 0    | 2        | 9   | 72  | 3.  |
| 2006    | GP2                                  | DPR                             | 8     | 0     | 0    | 0        | 0   | 0   | 28. |
| 2006    | Evropska Formula 3000                | Charouz Racing System           | 2     | 0     | 1    | 0        | 0   | 0   | 29. |
| 2007    | GP2                                  | Campos Grand Prix               | 21    | 1     | 0    | 0        | 1   | 21  | 13. |
| 2008    | GP2                                  | Barwa International Campos Team | 20    | 1     | 0    | 1        | 3   | 39  | 7.  |
| 2008    | Azijska GP2                          | Barwa International Campos Team | 10    | 1     | 1    | 0        | 4   | 33  | 3.  |
| 2008–09 | Azijska GP2                          | Barwa International Campos Team | 11    | 1     | 0    | 0        | 3   | 28  | 5.  |
| 2009    | GP2                                  | Barwa Addax Team                | 20    | 2     | 2    | 1        | 7   | 75  | 2.  |
| 2010    | Formula 1                            | Renault                         | 19    | 0     | 0    | 1        | 0   | 27  | 13. |
| 2011    | Formula 1                            | Renault                         | 19    | 0     | 0    | 0        | 0   | 37  | 10. |
| 2012    | Formula 1                            | Caterham                        | 20    | 0     | 0    | 0        | 0   | 0   | 19. |

### GP2
(legenda) (odebeljene dirke pomenijo najboljši štartni položaj, poševne pa najhitrejši krog)
| Sezona | Moštvo            | 1          | 2           | 3          | 4          | 5           | 6          | 7          | 8          | 9          | 10         | 11          | 12          | 13          | 14         | 15          | 16         | 17         | 18         | 19          | 20          | 21         | Prv | Toč |
| ------ | ----------------- | ---------- | ----------- | ---------- | ---------- | ----------- | ---------- | ---------- | ---------- | ---------- | ---------- | ----------- | ----------- | ----------- | ---------- | ----------- | ---------- | ---------- | ---------- | ----------- | ----------- | ---------- | --- | --- |
| 2006   | DPR Direxiv       | VAL FEA    | VAL SPR     | SMR FEA    | SMR SPR    | EUR FEA     | EUR SPR    | ESP FEA    | ESP SPR    | MON FEA    | GBR FEA    | GBR SPR     | FRA FEA     | FRA SPR     | GER FEA 15 | GER SPR 15  | HUN FEA 15 | HUN SPR 10 | TUR FEA 16 | TUR SPR 18  | ITA FEA Ret | ITA SPR 12 | 28. | 0   |
| 2007   | Campos Grand Prix | BHR FEA 14 | BHR SPR 11  | ESP FEA 10 | ESP SPR 16 | MON FEA 6   | FRA FEA 5  | FRA SPR 5  | GBR FEA 9  | GBR SPR 9  | GER FEA 11 | GER SPR 17  | HUN FEA Ret | HUN SPR 9   | TUR FEA 17 | TUR SPR 5   | ITA FEA 12 | ITA SPR 12 | BEL FEA 9  | BEL SPR 11  | VAL FEA 1   | VAL SPR 8  | 13. | 21  |
| 2008   | Campos Grand Prix | ESP FEA 6  | ESP SPR Ret | TUR FEA 5  | TUR SPR 2  | MON FEA Ret | MON SPR 15 | FRA FEA 4  | FRA SPR 18 | GBR FEA 10 | GBR SPR 5  | GER FEA Ret | GER SPR 12  | HUN FEA Ret | HUN SPR 9  | EUR FEA 1   | EUR SPR 15 | BEL FEA 4  | BEL SPR 3  | ITA FEA Ret | ITA SPR Ret |            | 7.  | 39  |
| 2009   | Barwa Addax       | ESP FEA 2  | ESP SPR 9   | MON FEA 2  | MON SPR 6  | TUR FEA 1   | TUR SPR 3  | GBR FEA 15 | GBR SPR 10 | GER FEA 4  | GER SPR 4  | HUN FEA Ret | HUN SPR 12  | VAL FEA 1   | VAL SPR 3  | BEL FEA Ret | BEL SPR 6  | ITA FEA 2  | ITA SPR 5  | POR FEA 4   | POR SPR Ret |            | 2.  | 75  |

### Azijska GP2
(legenda) (odebeljene dirke pomenijo najboljši štartni položaj, poševne pa najhitrejši krog)
| Sezona  | Moštvo            | 1            | 2           | 3         | 4         | 5           | 6           | 7          | 8         | 9          | 10           | 11          | 12          | Prv | Toč |
| ------- | ----------------- | ------------ | ----------- | --------- | --------- | ----------- | ----------- | ---------- | --------- | ---------- | ------------ | ----------- | ----------- | --- | --- |
| 2008    | Campos Grand Prix | DUB1 FEA Ret | DUB1 SPR 9  | IDN FEA 5 | IDN SPR 3 | MYS FEA 1   | MYS SPR 3   | BHR FEA 10 | BHR SPR 3 | DUB2 FEA 4 | DUB2 SPR Ret |             |             | 3.  | 33  |
| 2008–09 | Campos Grand Prix | CHN FEA 5    | CHN SPR Ret | DUB FEA 5 | DUB SPR C | BHR1 FEA 10 | BHR1 SPR 12 | QAT FEA 3  | QAT SPR 2 | MYS FEA 6  | MYS SPR 1    | BHR2 FEA 19 | BHR2 SPR 11 | 5.  | 28  |

### Formula 1
(legenda) (odebeljene dirke pomenijo najboljši štartni položaj, poševne pa najhitrejši krog, †-uvrščen kljub odstopu)
| Leto | Moštvo           | Šasija        | Motor                    | 1       | 2       | 3       | 4      | 5      | 6       | 7      | 8      | 9      | 10     | 11     | 12     | 13      | 14     | 15     | 16      | 17      | 18     | 19     | 20     | Prv | Toč |
| ---- | ---------------- | ------------- | ------------------------ | ------- | ------- | ------- | ------ | ------ | ------- | ------ | ------ | ------ | ------ | ------ | ------ | ------- | ------ | ------ | ------- | ------- | ------ | ------ | ------ | --- | --- |
| 2010 | Renault F1 Team  | Renault R30   | Renault RS27-2010 2.4 V8 | BAH Ret | AVS Ret | MAL Ret | KIT 7  | ŠPA 11 | MON 13  | TUR 15 | KAN 17 | EU 14  | VB 13  | NEM 10 | MAD 5  | BEL 9   | ITA 13 | SIN 11 | JAP Ret | KOR Ret | BRA 16 | ABU 6  |        | 13. | 27  |
| 2011 | Lotus Renault GP | Renault R31   | Renault RS27-2011 2.4 V8 | AVS 3   | MAL 17  | KIT 9   | TUR 8  | ŠPA 11 | MON Ret | KAN 5  | EU 15  | VB 12  | NEM 10 | MAD 12 | BEL 9  | ITA Ret | SIN 17 | JAP 9  | KOR Ret | IND 11  | ABU 13 | BRA 10 |        | 10. | 37  |
| 2012 | Caterham F1 Team | Caterham CT01 | Renault RS27-2012 2.4 V8 | AVS Ret | MAL 16  | KIT 18  | BAH 16 | ŠPA 17 | MON Ret | KAN 19 | EU 13  | VB DNS | NEM 16 | MAD 19 | BEL 14 | ITA 15  | SIN 19 | JAP 17 | KOR 16  | IND 17  | ABU 16 | ZDA 17 | BRA 11 | 19. | 0   |